# アフメド・カラヒサーリー
アフメド・シェムセッディーン・カラヒサーリー（ オスマン語: احمد شمس ا لدين قراه سارى
、İA方式:Aḥmed Şemseddīn Ḳaraḥiṣārī、1468年 - 1566年）は、オスマン朝の能書家。カラヒサール生まれ。同時代のオスマン朝の書家としては珍しく、シェイフ・ハムドゥッラーの様式に学ばず、優美なナスフ体の書で知られる13世紀の能書家ヤークート・ムスタアスィミーの書法を継承した。スルス体とナスフ体の最上質な手本を残したが、彼の門下を除いては、カラヒサーリーのスタイルはあまり広まらなかった。最も重要な作品は、彼がスレイマン大帝（在位: 1520-1566）のために書いたクルアーンである。トプカプ宮殿に現伝する。
イスラームの書法にもたらした技術と革新という観点から、彼は、シェイフ・ハムドゥッラー、ハーフィズ・オスマンと並び、オスマン朝の三筆の一人であると考えられている。カラヒサーリーの書法に影響を受けた者のうちでは、彼の弟子であったハッサン・チェレビー（ Hasan Çelebi ）が師カラヒサーリーと同じくらい有名である。イスタンブールにて死去。

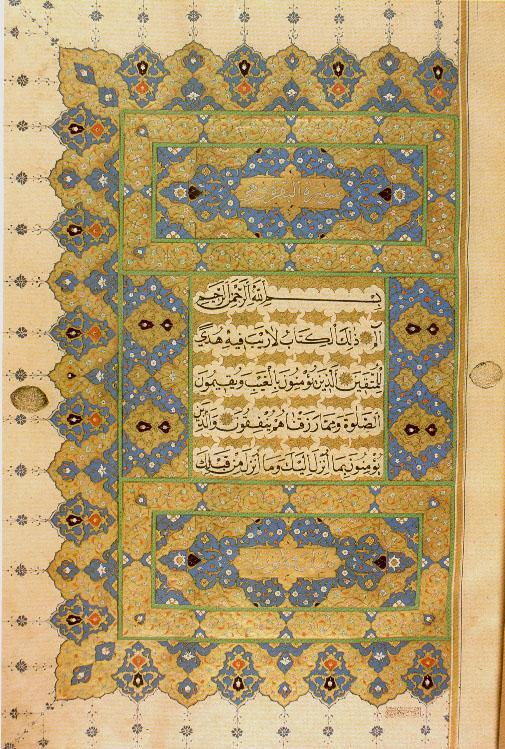
アフメド・カラヒサーリーによるクルアーンの表紙。トプカプ宮殿蔵。
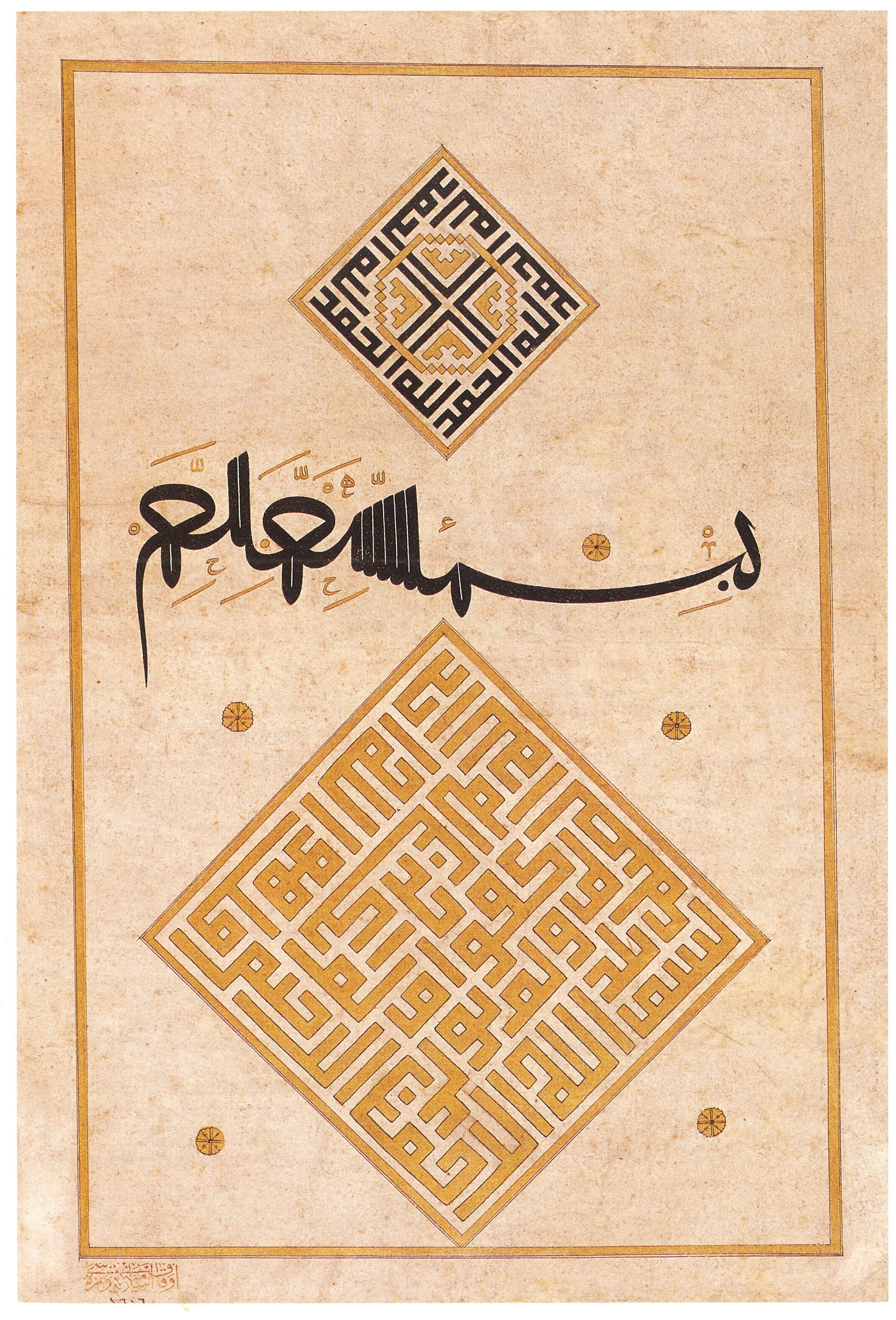
スレイマン大帝に捧げた宗教書の最初の見開きの右側部分に書かれたバスマラ。1550年頃。
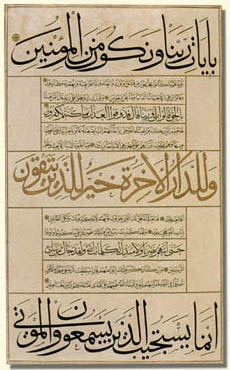
ムハッカク体、スルス体、ナスフ体で書かれた家畜章（スーラ・アル＝アナアム）。16世紀。
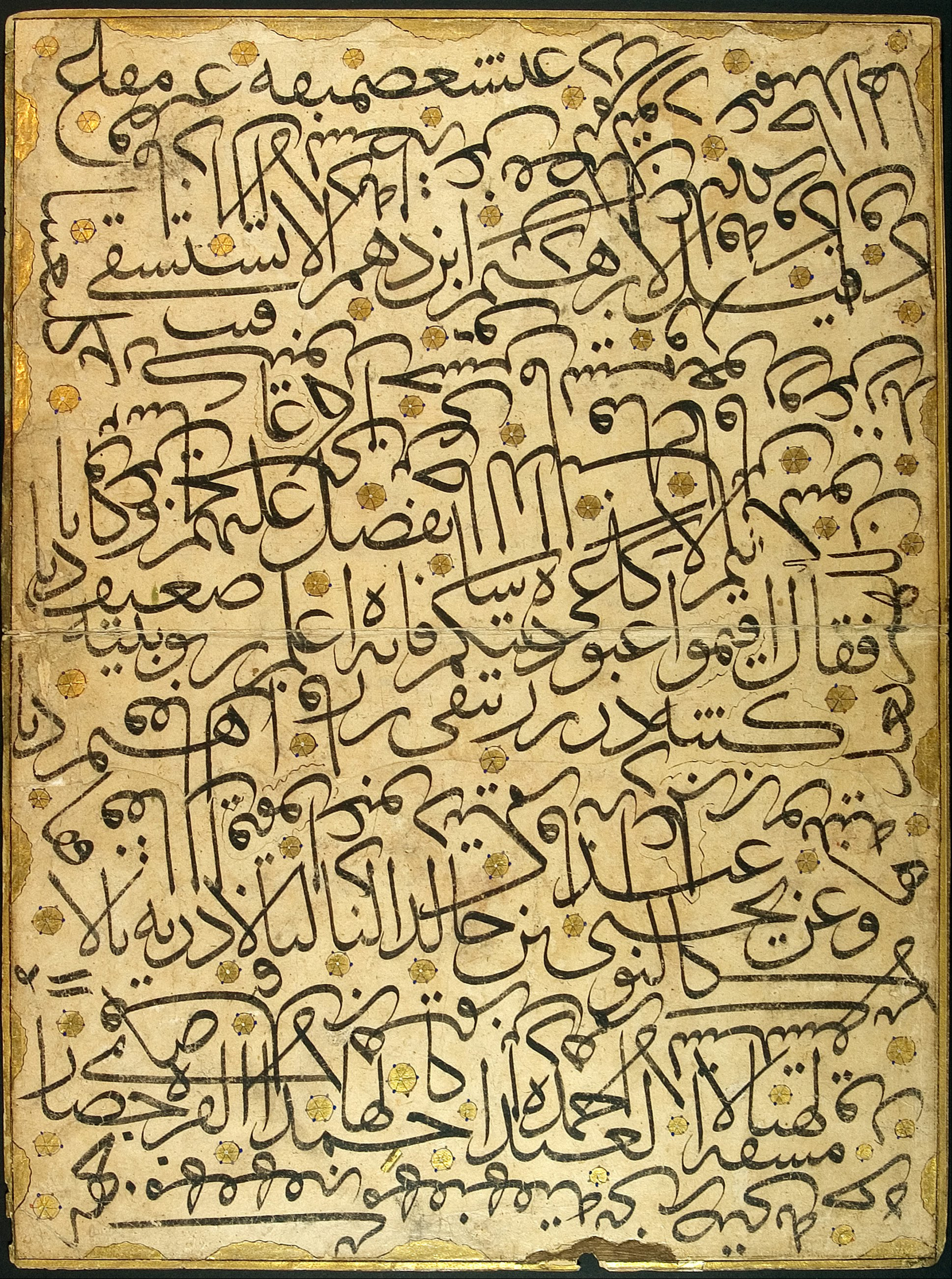
金地にインクで書いた「カララマ」（筆の練習）。1470年。